# Alexis Knapp
Alexis Knapp (Avonmore, Pensilvania; 31 de julio de 1989) es una actriz, modelo y cantante estadounidense conocida por interpretar a Alexis en la película Proyecto X y por interpretar a Stacie Conrad en la película estadounidense Pitch Perfect.

## Carrera profesional

### 2008-2011: inicios de su carrera
A los 18 años, Knapp se mudó a Los Ángeles. En 2008, fue la anfitriona de la popular serie de videos "Project Lore" , un espectáculo sobre el videojuego "World of Warcraft", y también trabajó como modelo antes de irrumpir en la actuación. En 2009, Knapp apareció en la película Couples Retreat como una de las bailarinas de la academia de San Diego y en 2010 participó de la película, Percy Jackson y el ladrón del rayo como Chica Afrodita.

### 2012-2013:Proyecto X, Pitch Perfect y ascenso como actriz
En 2012, interpretó el papel de Alexis en la película Proyecto X y coprotagonizó la película Pitch Perfect como Stacie Conrad. También fue estrella invitada en la serie Super Fun Night para ABC, escrita y protagonizada por su compañera de Pitch Perfect, Rebel Wilson. Knapp también participó la película dirigida por Tom Vaughan, Peligrosamente infiltrada, como Taylor Jaffe. 
Alexis también participó de la serie Ground Floor de TBS, donde personificó a Tori. Knapp también fue elegida para el piloto Cinnamon Girl: California Dreamin. En 2013 tuvo la oportunidad de protagonizar la película Vamp U, en donde interpretó a Samantha. Knapp también protagonizó junto a su compañero de Pitch Perfect, Skylar Astin la película Cavemen.

### 2014-presente:Pitch Perfect 2, Urge y otros trabajos
En 2014, Knapp protagonizó la película The Anomaly interpretando a Dana junto a Ian Somerhalder. Ese mismo año, Knapp protagonizó la película de MTV para televisión, The Dorm, en donde interpretó el papel de Vivian.
En mayo de 2014, Alexis se unió al elenco principal de la película One que se encuentra en estado de preproducción. En octubre del mismo año, Hollywood Reporter informó que Knapp fue fichada para interpretar uno de los personajes principales de la película Urge, que tiene previsto estrenarse en 2015.
En 2015, la actriz volvió a interpretar el papel de Stacie Conrad en la secuela de Pitch Perfect, denominada Pitch Perfect 2.

## Vida privada
Alexis tuvo una relación con Ryan Phillippe, que finalizó en noviembre de 2010. En julio de 2011, Knapp dio a luz a su primera hija, una niña llamada Kailani Merizalde Knapp, fruto de su relación con Ryan Phillippe.
Actualmente se encuentra en relación con una escritora Venezolana de la cual se desconoce su nombre.

## Filmografía

### Cine
| Año  | Título                             | Rol                                   | Notas               |
| ---- | ---------------------------------- | ------------------------------------- | ------------------- |
| 2009 | Couples Retreat                    | Bailarina de la Academia de San Diego | Extra               |
| 2010 | Percy Jackson y el ladrón del rayo | Chica Afrodita                        | Papel Menor         |
| 2010 | Dommin: My Heart, Your Hands       | New Lover                             | Cortometraje        |
| 2012 | Proyecto X                         | Alexis                                | Papel secundario    |
| 2012 | Pitch Perfect                      | Stacie Conrad                         | Coprotagonista      |
| 2012 | Peligrosamente infiltrada          | Taylor Jaffe                          | Papel secundario    |
| 2013 | Vamp U                             | Samantha                              | Protagonista        |
| 2013 | Cavemen                            | Kat                                   | Protagonista        |
| 2014 | The Anomaly                        | Dana                                  | Protagonista        |
| 2014 | Grace                              | Jessica                               | Coprotagonista      |
| 2014 | The Dorm                           | Vivian Bloom/Violet                   | Película para TV    |
| 2015 | Pitch Perfect 2                    | Stacie Conrad                         | Coprotagonista      |
| 2016 | Urge                               | Joey                                  | Personaje principal |
| 2016 | One                                | TBA                                   | Preproducción       |
| 2017 | Pitch Perfect 3                    | Stacie Conrad                         | Coprotagonista      |

### Televisión
| Año       | Título                            | Personaje  | Notas                                                           |
| --------- | --------------------------------- | ---------- | --------------------------------------------------------------- |
| 2010      | Look: The Series                  | Ella misma |                                                                 |
| 2012      | Like Father                       | Dylan      | Piloto de Lifetime                                              |
| 2013      | Cinnamon Girl: California Dreamin | Lola Jones | Piloto de Fox                                                   |
| 2013      | Padre de familia                  |            | Episodio:"Valentine's Day in Quahog" (Temporada 11,Episodio 12) |
| 2013      | Super Fun Night                   | Clamantha  | Episodio: "Pilot" (Temporada 1, episodio 8)                     |
| 2013-2014 | Ground Floor                      | Tori       | Personaje Recurrente                                            |

### Videoclips
| Año  | Video                  | Artista           |
| ---- | ---------------------- | ----------------- |
| 2009 | "Walking Away"         | Rick Vanderkleijn |
| 2010 | "My Heart, Your Hands" | Dommin            |

## Premios y nominaciones
| Año  | Premiación      | Categoría | Trabajo       | Resultado |
| ---- | --------------- | --- | ------------- | --------- |
| 2013 | MTV Movie Award | Mejor momento musical (compartido con Anna Kendrick, Rebel Wilson, Anna Camp, Brittany Snow, Ester Dean y Hana Mae Lee) | Pitch Perfect | Ganadoras |